# Pitcairnia straminea
Pitcairnia straminea là một loài thực vật có hoa trong họ Bromeliaceae. Loài này được (Poepp. ex Mez) Mez miêu tả khoa học đầu tiên năm 1935.